# Anthurium acutangulum
Anthurium acutangulum — многолетнее травянистое вечнозелёное растение, вид рода Антуриум (Anthurium) семейства Ароидные, или Аронниковые (Araceae).

## Ботаническое описание
Эпифиты, изредка наземные растения. Корни многочисленные.

### Листья
Катафиллы полукожистые, 2,5—5(11) см длиной, на вершине заострённые, в высохшем виде бледно-коричневые, сохраняющиеся в виде линейных волокон.
Листья от прямостоячих до раскидистых. Черешки от узкожелобчатых до округлённых, изредка с одним ребром, 3—22 см длиной, 4—7 мм в диаметре. Коленце 1—1,5 см длиной. Листовые пластинки от эллиптических до узкоовальных, полукожистые, короткозаострённые на вершине, от острых до тупых в основании, 15—34 см длиной, 5—14 см шириной, наиболее широкие в середине или немного выше, с обеих сторон полуглянцевые, на нижней поверхности с пятнами. Центральная Жилка выпуклая сверху и снизу; первичные жилки по 8—10 с каждой стороны, отклонённые от центральной жилки на 55°—60°, под более-менее прямым углом к общей жилке, соединяющейся петлёй с основанием; общая жилка выпуклая у основания и утопленная на вершине, проходит в 3—8 мм от края.

### Соцветие и цветки
Соцветие от раскидистого до свешивающегося, по высоте равное или выше листьев. Цветоножка 12—61 см длиной, немного длиннее черешков, 4—4,5 мм в диаметре, цилиндрическая или ребристая снизу, иногда с тремя рёбрами сверху, изредка с 4—6 рёбрами (рёбра расположены неравномерно), красно-фиолетовая у основания. Покрывало зелёное, с красно-фиолетовым отливом, обратноланцетовидное, 7—11,5 см длиной, 1,2—1,5 см шириной, наиболее широкое у основания, расположенное по углом 40° к цветоножке, иногда немного искривлённое; ножка 6—7 мм спереди и 2—3 мм сзади.
Початок жёлто-зелёный, 8,5—21 см длиной, 4—6 мм в диаметре у основания, 3—4 мм в диаметре на вершине. Цветочный квадрат ромбовидный, 4,2—6,0 мм длиной и 2,5—3,5 мм шириной, края более-менее прямые. Около 5 цветков в основной спирали и около 4—6 — в дополнительной; лепестки глянцевые, слабопятнистые, с устьицами; боковые лепестки 3—3,3 мм шириной, внутренние края прямые и плоские; пестики зелёные; рыльце щетинистое, с капельками выделяющеся жидкости, коричневое, как и тычинки; тычинки появляющиеся быстро из основания или середины цветочного квадрата, первые тычинки появляются у вершины початка, третьи и четвёртые — у основания, при втягивании оставляющие пыльники по сторонам пестика; нити прозрачные, 0,3—0,5 мм длиной, 0,7—1 мм шириной; пыльники кремово-белые, 0,5 мм длиной, 0,7—0,8 мм шириной; теки эллипсоидные, разветвлённые. Пыльца белая, обильная.

### Плоды
Соплодие свешивающееся. Плоды — бледно-оранжевые, более-менее обратнояйцевидные ягоды, около 5 мм длиной.

## Распространение
Встречается в Центральной Америке (Коста-Рика, Гондурас, Никарагуа, Панама) и в Северо-Западной Колумбии.
Растёт на склонах, обращённых в сторону Атлантического океана в Гондурасе и Никарагуа, но на обоих склонах в Коста-Рике и Панаме, на высоте от уровня моря до 1400 м над уровнем моря. В Панаме этот вид известен только из образцов, найденных на тихоокеанском склоне континентального водораздела.